# August Ludwig Schmitt
August Ludwig Schmitt (* 10. Juni 1882 in Appenmühle (heute zu: Karlsruhe-Daxlanden); † 24. November 1936 in Stuttgart) war ein deutscher Maler und Grafiker.

## Leben und Werk
Von 1900 bis 1902 absolvierte August Ludwig Schmitt private Malstudien in Karlsruhe und bei Sommeraufenthalten in Sulzbach an der Murr. 1903 bis 1904 studierte er bei Friedrich Fehr an der Kunstakademie Karlsruhe. 1904 unternahm er eine Studienreise nach Paris. 1905 und 1906 setzte er seine Studien bei Friedrich Fehr in Karlsruhe fort. 1906 reiste er dann zusammen mit Fehr nach Spanien und Marokko. 1906 bis 1907 setzte er sein Studium in Karlsruhe bei Ludwig Dill fort. 1909 übersiedelte er nach Stuttgart und wurde Meisterschüler von Adolf Hölzel an der Kunstakademie Stuttgart. 1911 unternahm er eine Studienreise nach Amsterdam, 1912 eine Exkursion mit Hölzel in die Eifel und zur Kölner Sonderbundausstellung. 1915 bis 1918 leistete Schmitt Kriegsdienst in Frankreich, Rumänien und Italien. 1918 heiratete er Stefanie Köhrer. 1919 und 1920 hielt er sich in Todtmoos auf. 1924 siedelte er nach Inzigkofen über. 1927 rief er zusammen mit Pater Verkade die „Beuroner Künstlereinkehrtage“ im Kloster Beuron ins Leben. Im selben Jahr war er an der Gründung der Freien Kunstschule in Stuttgart durch Adolf Hölzel beteiligt. 1929 war er Mitbegründer der Juryfreien Künstlervereinigung Stuttgart.

## Ausstellungsteilnahmen (Auszug)
- 1913: Große Kunstausstellung Stuttgart.
- 1913: Große Berliner Kunstausstellung.
- 1914: Kölner Werkbundausstellung (Wandbildentwürfe).
- 1923: Großdeutsche Ausstellung in Karlsruhe (Akademiepreis Wandbildentwürfen).
- 1924: Südwestdeutsche Kunstausstellung Darmstadt.
- 1925: Badischer Kunstverein Karlsruhe.
- 1925: Große Schwäbische Kunstschau, Stuttgart.
- 1926: Stuttgarter Sezession (Das Haus im Grund).
- 1930, 1932: Juryfreien Künstlervereinigung Stuttgart.
- 1932: Württembergischer Kunstverein, Stuttgart.
- 1933: Badischer Kunstverein, Karlsruhe.
- 1962: Bodenseemuseum Friedrichshafen.
- 1982: Gedenkausstellung zum 100. Geburtstag in der Galerie der Stadt Stuttgart.

## Werke
- Monumentale Mosaiken „Natur und schöne Künste“ an der Rückwand des Kunstgebäudes Stuttgart (1919/1920, 1944 zerstört).
- Glasfensterentwürfe für die Notkirche in Sindelfingen (1929).